# Чендей Іван Михайлович
Іва́н Миха́йлович Ченде́й (17 (20) травня 1922, Дубове (смт) — 29 листопада 2005) — український  письменник, кіносценарист, журналіст, фольклорист, перекладач, співзасновник Народного Руху та PEN-Ukraine, лауреат Шевченківської премії (1994).
Співавтор сценарію всесвітньовідомого фільму С.Параджанова «Тіні забутих предків» (1964).

## Життєпис
Народився у с. Дубове на Тячівщині. Навчався в Хустській державній реальній гімназії з українською  мовою навчання.
Першим літературним учителем Івана Чендея була народна творчість — казка, легенда, пісня-коломийка. Їх він чув від матері, потім вичитував у журналі «Наш рідний край». Були ще різдвяні вертепи з колядками-лицедіями, народні весняні забави, похоронні голосіння, ворожіння й заклинання, верховинські весілля… Все це збагачувало уяву, захоплювало, вражало…
На час звільнення Закарпаття 1944 року Іван Чендей був учасником літературного гуртка хустських гімназистів, якими опікувався викладач, письменник Петро Лінтур. Літературні доробки гуртківців були опубліковані у альманасі «Будет День». Головною школою для майбутнього письменника стала праця в обласній газеті «Закарпатська правда», до редакції якої він прийшов у березні 1945 p. на посаду літературного працівника.
Згодом Іван Чендей закінчив філологічний факультет Ужгородського університету (1952), Вищі літературні курси в Москві при Літературному інституті імені М.Горького (1960—1962).

## Літературна творчість
Творчість І. Чендея присвячена соціальним, духовним і моральним проблемам історії Закарпаття.
За оцінкою літературної критики (Г.Корабельников) письменника називали «Верховинським Королем Лір»
Новела «Чайки летять на Схід» дала назву першій, у 1955 p. виданій книжечці оповідань Івана Чендея. Назва ця сконденсувала високу символіку віками очікуваного й виборюваного закарпатцями єднання з братами на Сході. У новелі через трагедійну велич самопожертви батька й сина розкривається незламність народного духу.
Зворушливо й правдиво, духовно сильними й благородними зображує своїх земляків письменник і в інших оповіданнях, нарисах, повістях, зібраних у збірках «Вітер з полонин» (1958), «Ватри не згасають» (1960), «Чорнокнижник» (1961), «Поєдинок» (1962).
У 1965 p. виходить друком роман «Птахи полишають гнізда…», у 1967 році — збірка «Березневий сніг», що містить відому повість «Іван». Були і «Терен цвіте» (1967), «Коли на ранок благословлялось» (1967). Ці книги, які перекладають мовами світу, приносять славу письменнику, але водночас і наражають на критику збоку партноменклатури. Тоді ж Івана Чендея знимають з посади відповідального секретаря закарпатського відділення СПУ (1968), виключають з партії, позбавляють можливостей елементарного заробітку. Потім були 9 років переслідувань та вимушеного мовчання. Смерть сина Мирослава. Відкриті кримінальні справи за виступи на підтримку Івана Дзюби. Інкрімінували за злочин причетність до передачі статті Івана Дзюби «Інтернаціоналізм чи русифікація?» за кордон.
Потім були книги: «Зелена Верховина» (1975), «Свалявські зустрічі» (1977), «Теплий дощ» (1979), «Казка білого інею» (1979), «Кринична вода» (1980), 1989 — «Скрип колиски» та ін.
В архіві І. Чендея зберігся укладений письменником план-проспект видання творів у 4-х тт. І том охоплював 49 новел та оповідань; ІІ том — повісті «Терен цвіте», «Чорна сальва»."Луна блакитного овиду", «Казка білого інею», «Кринична вода»; ІІІ том — роман «Птахи полишають гнізда», повісті «Іван», «Іванові журавлі» та 6 оповідань; IV том — роман «Скрип колиски», «Житіє Антона Кукурічки», оповідання «Теплий дощ», «Останній дощ», «Останній дзвоник у вересні», «Ялинка», «Сосна і баба», «Преображенна Маріка».

## «Тіні забутих предків»
Сценарій фільму «Тіні забутих предків», знятий 1964 року на кіностудії імені Олександра Довженка, написали Іван Чендей та Сергій Параджанов, режисер Київської кіностудії. В часи опали прізвища Івана Чендея у титрах не було.
«Тіні забутих предків» — це екранізація однойменної повісті Михайла Коцюбинського. Поетична драма про велике кохання розгортається у серці Карпат, на Гуцульщині. Палійчуки та Гутенюки — два смертельно ворожі роди. Але поки батьки сипали прокльони, їхні діти, Іван і Марічка, покохали одне одного, та бути разом на цьому світі їм не судилося.
Фільм Сергія Параджанова здобув світову славу: стрічку показували на фестивалях у Венеції, Локарно, Барселоні, Нью-Йорку та Лондоні. Роль Івана стала знаковою для Івана Миколайчука і зробила його одним із символів українського кіно.
«Моє завдання, — казав Чендей в інтерв'ю Олександрові Гаврошу, — в тому, аби перекласти повість Коцюбинського кінематографічною мовою». Одначе, додавав він, «не треба було йти сліпо за книжкою. Так і виникло дещо, чого в повісті не було».
Дмитро Кремінь, один із улюбленців Івана Чендея, так пригадує ті часи: «У сяйві письменницької слави Іван Чендей зустрічав тут, на вулиці Високій, 15, молодого кіногенія Івана Миколайчука, який залишив (а я його пам'ятаю) ув альбомі почесних гостей свій автограф. І Сергій Параджанов, із яким Іван Чендей писав сценарій майбутнього світового кіно-шедевру, сидів на веранді з Іваном Чендеєм, і художник Федір Манайло, і ще немала черідка, як любив казати письменник, осяяних примхливою славою артистів, поетів, творчої богеми початку шістдесятих ХХ століття».
Юрій Копинець писав, що коли писався сценарій фільму «Тіні забутих предків», то режисер Київської кіностудії Сергій Параджанов жив вдома у сім'ї Чендеїв майже цілий місяць. Учив дружину письменника (та на той час упорядника закарпатського фольклору) Марію робити голубці з виноградного листя і навіть спав у робочому кабінеті Івана Михайловича. А після вечері лягав на диван і кілька годин розповідав письменникові про технології написання кіносценаріїв.

## Епістолярій
Ініціатори упорядкування листів Івана Чендея — професор Сидір Кіраль, дочка письменника Марія Чендей-Трещак, її чоловік Іван Трещак за сприяння Міжнародного благодійного фонду імені Івана Чендея. Видано 3-томник з майбутнього 10-томного проєкту «Епістолярні джерела чендеєзнавства», в якому містяться листи до знаних українських критиків К.Волинського, І.Дзюби, Л.Коваленка, В.Костюченка, В.Дончика, М.Жулинського, М.Ільницького, Л.Новиченка, Г.Сивоконя, Д.Стрельбицького, В.Фащенка, а також відомих у світі літераторів: М.Бажана, В.Астаф'єва, С.Баруздіна, Д.Бедзика, Ю.Бачі, В.Брюггена, Ірини Вільде, І.ІВишневського, О.Гончара, І.Денисюка, Л.Забашти, П.Загребельного, Р.Іваничука, Раїси Іванченко, Д.Креміня, Р.Лубківського, А.Малишка, П.Мідянки, М.Мушинки, Б.Олійника, Д.Павличка, П.Панча, С.Параджанова, П.Перебийноса, О.Руденка-Десняка, С.Тельнюка, П.Тичини, Гр. Тютюнника, Р.Федоріва та ін.
Сидір Кіраль — автор монографії «Іван Чендей та київські критики: епістолярні діалоги» (2021), в якій розкрито актуальні питання з питань тогочасного літературного життя, питання функціонування української мови, духовного життя народу та ін.

## Громадська діяльність
Очолював Закарпатську організацію Спілки письменників України (був відповідальним секретарем) (1958—1968). Був головою Закарпатського відділення Українського фонду культури (1990-ті рр).
Відіграв важливу роль у створенні та відкритті меморіальних музеїв художників Й.Бокшая, А.Ерделі, Ф.Манайла. Почесний громадянин м.Ужгорода.
Був серед в числі 41 письменника, причетних до створення українського ПЕН-клубу в грудні 1989 р. До цієї когорти увійшли: М. Горбаль, І. Калинець, Л. Лук'яненко, М. Осадчий, С. Сапеляк, Є. Сверстюк, І. Світличний, І. Сеник, В. Чорновіл (почесні члени); В. Герасим'юк, Л. Голота, І. Дзюба, Г. Кочур, П. Мовчан, С. Чернілевський (члени СПУ); В. Барладяну, Б. Горинь, І. Калинець, М. Коцюбинська, Р. Лиша, А. Пашко, Л. Сеник, І. Сокульський, голова СПУ Ю. Мушкетик, І. Драч, О. Гончар, П. Загребельний, Б. Олійник, В. Яворівський, Ю. Щербак, А. Дімаров, М. Жулинський, Р. Лубківський, І. Чендей, М. Вінграновський, Р. Іваничук, І. Дзюба, П. Мовчан, В. Шевчук, Л. Талалай, Є. Гуцало. Першим головою обрано М.Вінграновського, заступниками — Є.Сверстюка і П.Мовчана.
Підтримував обдаровану молодь. Серед його похресників у літературі — Шевченківські лауреати Дмитро Кремінь, Петро Мідянка, Оксана Луцишина та ін.

## Нагороди
Лауреат премії імені А. В. Головка за 1987 рік в галузі романістики за роман «Скрип колиски» (1987).
Міжнародна премія імені Володимира Винниченка (1992).
Лауреат Державної премії України імені Т.Шевченка за книжку «Калина під снігом», повість «Іван» (1994).

## Вшанування пам'яті
На вшанування пам'яті Івана Чендея дочка Марія Чендей-Трещак та її чоловік Іван Трещак заснували Міжнародний благодійний фонд імені Івана Чендея та періодично проводять Всеукраїнський літературний конкурс малої прози «Чендей Фест». Літературна премія імені Івана Чендея в рамках «Чендей Фесту» — серед найпрестижніших в Україні.
Щороку конкурс набуває все більшого масштабу. Організатори доповнили проведення комплексного заходу кількаденним тренінгом та заснуванням нового туристичного маршруту на Тячівщині «Стежками Івана Чендея». Проєкт спрямовано на популяризацію та розвиток української літератури та вивчення творчої спадщини письменника..
Педагогічний колектив Ужгородського ліцею № 5 у 2022 році — в рік 100-річного ювілею письменника — ухвалив рішення та звернувся до Ужгородської міської ради про присвоєння імені Івана Чендея цьому  навчальному закладові. Ужгородська влада у цьому питанні проявила повну байдужість і відсутність компетенцій. 
Педагогічний музей України вніс матеріали про письменника у свою експозицію
Міжнародний культурний портал "Експеримент" розмістив широкий матеріал про Івана Чендея 
Центральний державний архів-музей літератури і мистецтва України докладно подає свої матеріали про Івана Чендея, письменника і кіносценариста  https://csamm.archives.gov.ua/2022/05/20/ivan-chendei-1922-2005/
Вулиці Івана Чендея в Україні:
- м. Чернівці (з'явилася 27 жовтня 2022 року);
- м. Ужгород (з'явилася у травні 2024 року);
- м. Мукачево;
- м. Виноградів (з'явилася у 2023 році);
- м. Тячів;
- м. Хуст;
- м. Чоп;
- смт. Тересва (з'явилася у 2022 році);
- смт. Дубове (рідне селище);
- с. Біла Церква.
- с. Біловарці.
- с. Верхнє Водяне.
- с. Ганичі.
- с. Грушово.
- с. Добрянське.
- с. Дулово.
- с. Калини.
- с. Кіреші.
- с. Красна.
- с. Новоселиця.
- с. Нересниця.
- с. Петрушів.
- с. Поляна.
- с. Терново.